# Archiwum Wojskowe w Oleśnicy
Archiwum Wojskowe w Oleśnicy – archiwum wojskowe z siedzibą w Oleśnicy.

## Historia
W 1949 roku powołano pierwszego kierownika Archiwum Wojskowego przy Dowództwie Okręgu Wojskowego Nr IV z siedzibą we Wrocławiu. 1 stycznia 1954 roku DOW IV zostało przemianowane na Dowództwo Śląskiego Okręgu Wojskowego - nazwę Archiwum DOW IV na Archiwum Śląskiego Okręgu Wojskowego. W marcu 2000 roku zgodnie z decyzją Ministra Obrony Narodowej w sprawie zmian w sieci archiwów wojskowych Archiwum podporządkowano organizacyjnie Dowództwu Wojsk Lądowych w Warszawie jako Filię Nr 2 Archiwum Wojsk Lądowych. 
Dnia 16 września 2005 roku Minister Obrony Narodowej wydał decyzję wyznaczając nowe miejsce funkcjonowania Filii Nr 2 Archiwum Wojsk Lądowych w Oleśnicy. Dyslokacja z Wrocławia do Oleśnicy została zakończona 1 czerwca 2007 roku. Decyzją Ministra Obrony Narodowej z dnia 14 maja 2010 roku w sprawie zmian organizacyjnych i etatowych w archiwach wojskowych z dniem 01.08.2010 roku przeformowano Filię Nr 2 Archiwum Wojsk Lądowych na Archiwum Wojskowe w Oleśnicy. 
Obecnie Archiwum działa na podstawie Zarządzenia Nr 19 Ministra Obrony Narodowej z dnia 30 czerwca 2016 w sprawie organizacji archiwów wyodrębnionych podległych Ministrowi Obrony Narodowej lub przez niego nadzorowanych oraz zakresu ich działania. Zasięg sprawowania nadzoru archiwalnego przez Archiwum określa wykaz jednostek organizacyjnych objętych nadzorem archiwalnym - ustalony przez Dyrektora WBH

## Zadania
Do głównych zadań archiwum należy m.in.:
- kształtowanie zasobu archiwalnego, zgodnie z wytycznymi Dyrektora Wojskowego Biura Historycznego w jednostkach organizacyjnych podległych Ministrowi Obrony Narodowej lub przez niego nadzorowanych a w szczególności opiniowanie jednolitych rzeczowych wykazów akt
- gromadzenie, ewidencja i przechowywanie dokumentacji archiwalnej wytworzonej przez jednostki i komórki organizacyjne podległe Ministrowi Obrony Narodowej lub przez niego nadzorowane
- prowadzenie ekspertyz archiwalnych oraz wydawanie zezwoleń na zniszczenie w ramach brakowania dokumentacji niearchiwalnej
- opracowanie i zabezpieczanie materiałów archiwalnych stanowiących zasób archiwalny Archiwum
- udostępnianie materiałów archiwalnych należących do zasobu Archiwum, według przepisów o narodowym zasobie archiwalnym i archiwach
- popularyzacja wiedzy o materiałach archiwalnych oraz prowadzenie działalności informacyjnej
- wydawanie odpisów, wypisów, wyciągów i reprodukcji przechowywanych materiałów archiwalnych oraz zaświadczeń na podstawie tych materiałów, a także ich uwierzytelnianie